# Кусама, Яёи
Яёи Кусама (яп. 草間 彌生 Кусама Яёи, 22 марта, 1929, Мацумото, префектура Нагано, Япония) — японская художница. Её живопись, коллажи, мягкие скульптуры, перформансы и инсталляции разделяют одержимость повтором, узорами, аккумуляцией. В её работах присутствуют черты феминизма, минимализма, сюрреализма, ар брют, поп-арта и абстрактного экспрессионизма, наполнены автобиографическим, психологическим и сексуальным содержанием. Кусама описывает себя как «навязчивую художницу». Она является также писательницей и поэтессой, создала заметные работы в кино и дизайне одежды. Страдает психическими заболеваниями. 12 ноября 2008 на аукционе Кристис её работа была продана за $5 100 000 — рекорд для живущей художницы.

## Биография и творчество
Яёи Кусама родилась в Мацумото, префектура Нагано, страдала галлюцинациями и навязчивыми мыслями с детства, часто суицидального характера. В семье она была четвёртым ребёнком. Властная мать требовала от дочери полного подчинения и часто наказывала ребёнка за малейшее непослушание, в том числе и физическим образом. От таких действий психика девочки сильно пострадала, начались галлюцинации и разнообразные видения, которые чуть было не довели её до суицида. Чтобы как-то сгладить беспокойное состояние, психиатр порекомендовал ей регулярно заниматься рисованием.

Мать активно противодействовала этому увлечению, выбрасывала рисунки, наказывала её за рисование. А когда девочке было 10 лет, мать выбросила все её краски, кисти и бумагу, сказав, что та должна готовиться к карьере домохозяйки.
«Однажды я смотрела на скатерть в красный цветочек. Посмотрев вверх, я вдруг увидела, что те же самые цветы покрывают потолок, окна, стены, всю комнату, мое тело и вселенную. Я почувствовала, что самоуничтожаюсь, растворяюсь в бесконечности времени и пространства, превращаюсь в Ничто. Я поняла, что это происходит не в моем воображении, а наяву, и испугалась. Я знала, что должна бежать прочь, чтобы чары красных цветов не лишили меня жизни. Я в отчаянии побежала вверх по лестнице. Ступеньки стали разрушаться под моими ногами, и я упала с лестницы, повредив ногу», — вспоминает Яёи.
В начале карьеры она начала покрывать поверхности (стены, полы, холсты, а затем повседневные предметы и обнажённых ассистентов) рисунком в горошек, что стало её товарным знаком. Большие поля горошка, или «сети бесконечности», как она называет их, были взяты непосредственно из её галлюцинаций.
В 1948 году, несмотря на сопротивление матери, Яёи поступила в Киотскую городскую школу искусств и ремёсел. Там она сначала обучалась традиционной японской живописи «Нихонга», а затем перешла к абстрактным формам. Там она проучилась год.
Самым главным художественным впечатлением юности для девушки стал сборник репродукций картин известной американской абстракционистки Джорджии О’Кифф. Работы настолько поразили её, что она раздобыла адрес художницы и написала ей письмо. Между ними завязалась переписка, и в результате Яёи приняла решение переехать в Соединённые Штаты. «Мать бросила мне в лицо конверт с миллионом йен, сказав: «Вот тебе, и никогда больше не переступай порог этого дома», вспоминает художница.
Яёи плохо знала английский, не имела связей в Америке, но была полна решимости заниматься любимым делом и никогда больше не возвращаться в Японию. С собой она привезла две сотни рисунков, остальные работы она уничтожила - они хранили воспоминания о её прошлой жизни. В 1957 году Кусама отправилась в Сиэтл. Там ей посчастливилось провести скромную выставку в Галерее Зоуи Дюсанн. Год спустя, последовав совету О’Кифф, художница приехала в Нью-Йорк.
Несмотря на то, что в то время в Нью-Йорке набирал обороты абстракционизм, женщине, а тем более азиатке, пробиться было чрезвычайно трудно – почти невозможно. Кусама сняла квартиру без отопления, ей едва хватало денег на краски, а в холода она иногда вставала по ночам и рисовала, чтобы не замёрзнуть. Однажды девушке пришлось пронести картину, которая была выше её роста, через 40 кварталов Манхэттена – она наивно предлагала свою работу Музею Уитни и получила отказ.
Её деятельность в тот период не ограничивалась рисованием картин, она создавала скульптуры из ткани в горошек, покрывала предметы интерьера и одежду мягкими отростками из ткани, строила инсталляции, часто используя в них округлые предметы, декорированные узором в горошек и зеркальные комнаты, создающие иллюзию бесконечного сюрреалистичного поля объектов, делала коллажи и фотоколлажи и сняла короткий авторский фильм.
Джорджия О’Кифф представила Кусаму арт-дилеру Эдит Хальперт, и та стала финансовой опорой художницы на ближайшие несколько лет. В 1959 году художница провела свою первую персональную выставку в Нью-Йорке в Галерее Брата (Brata Gallery). О ней высоко отозвался художник и критик из журнала ARTnet Дональд Джадд.
Вскоре после этого Кусама сблизилась с скульптором, режиссёром-сюрреалистом и поклонником её творчества Джозефом Корнеллом и стала частью пацифистски настроенной контркультуры – первого поколения хиппи. В 1962 году она стала единственной женщиной, включённой в экспозицию международной групповой выставки Nul (Zero), прошедшей в Амстердамском городском музее Стеделик. В ней участвовали такие выдающиеся европейцы, как Лучо Фонтана и Отто Пине.
Яёи совсем не стеснялась своего психического расстройства и при разговорах часто упоминала о нём. Это сыграло немалую роль в продвижении её яркого стиля и творчества. Отличительной и узнаваемой чертой стал орнамент в горошек, знакомый ей с детства. Художница разрисовывала этим горошком все что можно, выплескивая краску за пределы холста. Двери, окна, полы, мебель, животные – горох повсюду.
Яёи Кусама считается предшественницей поп-арта. Она привлекала внимание нью-йоркцев собственноручно сделанными нарядами, раскрашенными флюрной краской, японскими традиционными одеждами и сумасшедшими аксессуарами. Амбициозная Кусама много трудилась, а её противоестественное визуальное восприятие вызывало интерес среди коллекционеров и ценителей искусства.
В Нью-Йорке Кусама проводила множество провокативных перфомансов. В 1968 году она организовала антивоенный перфоманс на Бруклинском мосту под названием Self-Obliteration. Anatomic Explosion-Anti-War («Самоуничтожение. Анатомический антивоенный взрыв»), для участия в котором пригласила представителей ЛГБТ. Художница украсила обнажённые тела протестующих фирменным узором. Парни подняли транспарант с названием перфоманса, а девушки встали посередине моста и поцеловались. Акция вызвала международный скандал; дело дошло до того, что в Киотской школе, где училась художница, потребовали вычеркнуть её имя из списка выдающихся выпускников. На родине к Кусаме относились крайне негативно и называли «бесстыдницей».
Несмотря на славу и плодотворную работу, Кусама постоянно была стеснена в средствах, поскольку не зарабатывала творчеством – основными источниками доходов на тот момент были её журнал и магазин. В 1972 году скончался её ближайший друг Джозеф Корнелл, что стало для неё тяжёлой утратой.
Кусама была очень амбициозной, использовала своё положение неамериканской женщины и свою историю психической болезни, чтобы создать яркий публичный образ. Во время пребывания в США, она быстро завоевала репутацию лидера авангардного движения.
Она организовывала хеппенинги в Центральном парке и на Бруклинском мосту, часто с использованием обнажённого тела и как протест против Вьетнамской войны, создавала огромные картины, известные как Infinity Net Paintings, которые состояли из повторяющихся маленьких точек. Эта живопись была высоко оценена художником Дональдом Джаддом, который видел в её работе отражение эстетики минимализма.
В начале 1960-х Кусама начала покрывать предметы, такие как лестницы, обувь и стулья, белыми фаллическими выступами. «Аккумуляция N 2» (1962) представляет собой диван, обитый мягкими отростками из ткани, которые выглядят абсурдными и угрожающими. Эти работы были более непосредственно связаны с сексуальностью и идентичностью, чем живопись Кусамы. Выступы, покрывающие объекты, выглядели как пародия на фаллическую власть.
Приблизительно в это же время Кусама начала создавать инсталляции с фаллическими выступами. Одна из самых известных — Infinity Mirror Room — Phalli’s Field (1965). Здесь Кусама использовала свои фирменный узор в горошек для декора объектов, которые были помещены в зеркальную комнату, что создавало сюрреалистичную иллюзию бесконечного поля объектов.
Кусама также создавала коллажи из фотографий этих объектов и инсталляций, часто включая в них свои фотографии. Между 1967 и 1969 она сосредоточилась на публичных перформансах, обычно с использованием рисунка в горошек на телах обнаженных участников, как Grand Orgy to Awaken the Dead в Скульптурном саду Музея современного искусства в Нью-Йорке (1969). Эти работы обеспечили Кусаме известность художницы и неординарной личности.
Во время пребывания в Нью-Йорке творчество Кусамы было связано как с минимализмом, так и с поп-артом, но никогда не относилось определённо к одному движению, постоянно развивалось.
В 1973 году в связи с резко ухудшившимся состоянием здоровья Кусама вернулась в Японию. Врачи обнаружили у неё диффузный зоб и миому матки. После выздоровления художница стала арт-дилером и занялась продажей работ западных художников. Однако нефтяной кризис 1973 года и последующая за ним рецессия фактически уничтожили японский арт-рынок, и карьера Яёи оказалась разрушена, едва начавшись.
Начиная с марта 1977 года, женщина становится постоянной резиденткой клиники Сейва (Seiwa), куда её поместили по собственному желанию в связи с синдромом навязчивых состояний. Однако даже в клинике она продолжала заниматься творчеством и увлеклась писательством. Она издала целый ряд поэтических сборников и романов, некоторые из которых завоевали престижные награды. Так, роман The Hustlers Grotto of Christopher Street получил премию Tenth Literary Award от журнала Yasei Jidai в номинации «Дебютирующий писатель». Кусаме позволили открыть собственную мастерскую в непосредственной близости от психиатрической лечебницы и назначили нескольких помощников.
После отъезда из Нью-Йорка Кусама была практически забыта как художница до конца 1980-х — начала 1990-х, когда несколько ретроспектив возродили к ней международный интерес. Другой поворотной точкой стало её участие в Венецианской биеннале в 1993 году, где она представляла Японию.
Искусство Кусамы в это время обращается к мотивам её ранних скульптур, как, например, Shooting Stars (1992), которые сочетают фаллические выступы с сетчатой структурой. Эти поздние работы развили театральность её ранних инсталляций и перформансов, с использованием основных цветов и точек.
1990-е годы стали периодом настоящего триумфа. Кусама трижды удостаивалась чести представлять Японию на Венецианской биеннале – в 1993, 1998 и 1999 годах. Выставки художницы стали открываться одна за другой по всему миру. В 1994 году она украсила станцию метро в Лиссабоне. К началу 2000-х годов Кусама – обладательница множества престижнейших наград в области искусства и литературы, в 2006 году она стала первой женщиной Японии, получившей Императорскую премию.
Яёи Кусама выставлялась с Класом Олденбургом, Энди Уорхолом, Джаспером Джонсом, представляла Японию на Венецианской биеннале в 1993, 1998 и 1999. Большие ретроспективы её работ прошли в США и Японии.
В начале 2000-х годов Кусама обвинила Уорхолла в плагиате. «Когда Энди оклеил потолок и стены в Галерее Лео Кастелли (Leo Castelli Gallery) шелкотрафаретными постерами с изображениями коровьей морды, это было просто апроприацией или имитацией моего "Шоу тысячи лодок"», – заявила она. То «шоу» состоялось в декабре 1963-го – это была инсталляция с лодкой, обшитой фаллическими наростами. Лодка располагалась в помещении, оклеенном чёрно-белыми фотографиями с её изображением. Когда Уорхолл увидел инсталляцию, он закричал: «Яёи, что это? Фантастика!». В подражании был также уличён художник Клас Ольденбург – притом настолько откровенном, что его супруга извинилась перед Кусамой. «Когда я отправилась посмотреть новые работы Ольденбурга, и ими оказались мягкие скульптуры на разные темы, его жена Пэт отвела меня в сторону и сказала: "Яёи, прости нас!"» – вспоминает художница.
Сегодня она живёт в психиатрической больнице в Токио, где продолжает создавать работы с середины 1970-х. Её студия находится рядом с госпиталем.
На сегодняшний день Яёи Кусама возглавляет рейтинг самых дорогих из ныне живущих художниц.
Яёи Кусама признана одним из лидеров американского авангардного движения и прародителем минимализма.
В 2020 году художница поделилась стихотворением, написанным в период самоизоляции. В нем Кусама отреагировала на ситуацию в мире и призвала бороться с пандемией и преодолеть всеобщее несчастье.
«Covid-19, что стоит на нашем пути
Я велю исчезнуть с этой земли.
Мы будем бороться.
Мы будем с монстром ужасным бороться.
Сейчас должны подняться люди со всей земли.

Я благодарю тех, кто продолжает бороться»
Яёи говорит, что искусство, в первую очередь, должно приносить удовольствие и радовать окружающих, а тревоги превращать в чудесные «поля бесконечности».
Прижизненный музей японской художницы Яёи Кусама находится в Токио. Автор здания — японская архитектурная фирма Kume Sekkei. Пятиэтажный корпус возведён в районе Шинджуку, недалеко от мастерской художницы и психиатрической лечебницы, в которой Кусама добровольно проживает с 1977 года. По форме здание музея напоминает пять кубиков, поставленных друг на друга. Внутри здания несколько галерей, пространств с высокими потолками, идеально белыми стенами и скруглёнными углами. Открылся музей выставкой «Творчество — это одиночное преследование, Любовь — то, что делает нас ближе к искусству» (Creation Is a Solitary Pursuit, Love Is What Brings You Closer to Art).